# Berndt Berglund
Berndt Berglund, född 26 oktober 1965 i Kristinestad, är en finlandssvensk poet, romanförfattare och frilansfilmare.
Han studerade film och tv vid Svenska konstskolan i Nykarleby 1993–1998. Han har en gedigen produktion som frilansfilmare bakom sig och har producerat dokumentärer och musikvideor. Berglund debuterade som lyriker år 1996.
Han tilldelades Choraeuspriset av Olof och Siri Granholms stiftelse för den svenskösterbottniska litteraturen år 2016.
Berglund är gift med konstnären Terese Bast. Paret har tre barn.